# Tortour
Die Tortour ist unter anderem ein mehrtägiges Non-Stop-Radrennen in der Schweiz.

## TORTOUR Ultracycling
Diese wurde 2007 von Hape Narr, Günter Wagner, Joko Vogel und Matthias Knill ins Leben gerufen. Das Rennen startet in Schaffhausen und führt über rund 1'000 km und 13'000 Höhenmeter zurück nach Schaffhausen. Für 2020 wurde der Start der Tortour nach Zürich verlegt. Start und Ziel befinden sich beim Einkaufszentrum Sihlcity. Die Teilnehmer benötigen für die Strecke rund zwei Tage Fahrzeit. Die Tortour ist in der Solo-Kategorie offizielle Qualifikation für das Race Across America.
Am Start sind Einzelfahrer (Solo), 2-er,  4-er und 6-er-Teams (Corporates) in Männer-, Frauen- und Mix-Kategorien. Kontroll- und Wechselposten bestehen ungefähr alle 50 km. Bei den Teams ist immer nur ein Fahrer im Einsatz, die anderen fahren im Begleitfahrzeug mit und wechseln bei jedem Kontrollposten (Timestation).
Am Start, in der Mitte des Rennens und die letzte Etappe fährt das Team gemeinsam (insgesamt 150 km). Die Startreihenfolge wird durch einen Prolog in Neuhausen am Rheinfall festgelegt.

## TORTOUR Gravel
Die TORTOUR Gravel ist das erste mehrtägige Etappenrennen auf Schotterpisten und wird seit 2016 ausgetragen. Solo oder im 2er-Team absolvieren die Teilnehmenden insgesamt 180 Kilometer.